# Krauleidžiai
Krauleidžiai (deutsch Mikut-Krauleiden) ist ein Dorf im litauischen Bezirk Klaipėda. Der Ort gehört zum Amtsbezirk Katyčiai in der Rajongemeinde Šilutė.

## Geographische Lage
Katyčiai liegt im Südwesten Litauens, im ehemaligen Memelland, etwa sieben Kilometer südlich des Amtssitzes Katyčiai. 

### Einwohnerentwicklung
| Jahr | Einwohner |
| ---- | --------- |
| 1989 | 11        |
| 2001 | 16        |
| 2011 | 05        |

## Verweise